# Xabier Zandio
Xabier Zandio Echaide (* 17. März 1977 in Pamplona/Spanien) ist ein ehemaliger spanischer Radrennfahrer.

## Karriere
Xabier Zandio wurde 2001 bei der spanischen Radsportteam Banesto Profi. Sein wichtigster Erfolg war sein Sieg bei dem Etappenrennen Burgos-Rundfahrt 2008. Er nahm mehrmals an „Grand Tours“ teil und war einer der Helfer von Óscar Pereiro bei seinem Tour-de-France-Sieg 2006.
Bis 2014 startete Zandio sechsmal bei der Tour de France. Sein bestes Resultat war Platz 22 im Jahr 2005.
Nach Ablauf der Saison 2016 beendete er seine Karriere als Aktiver.

## Erfolge
2002
- eine Etappe Portugal-Rundfahrt

2005
- Clásica a los Puertos

2007
- Mannschaftszeitfahren Katalonien-Rundfahrt

2008
- Gesamtwertung Burgos-Rundfahrt

2013
- Mannschaftszeitfahren Giro del Trentino
- Mannschaftszeitfahren Giro d’Italia

## Grand-Tour-Platzierungen
| Grand Tour            | 2003 | 2004 | 2005 | 2006 | 2007 | 2008 | 2009 | 2010 | 2011 | 2012 | 2013 | 2014 |
| --------------------- | ---- | ---- | ---- | ---- | ---- | ---- | ---- | ---- | ---- | ---- | ---- | ---- |
| Giro d’ItaliaGiro     | –    | –    | –    | –    | –    | –    | –    | 62   | –    | –    | 82   | –    |
| Tour de FranceTour    | 51   | 97   | 22   | 33   | DNF  | –    | –    | –    | 48   | –    | –    | DNF  |
| Vuelta a EspañaVuelta | –    | –    | –    | 22   | DNF  | 50   | –    | –    | 69   | DNF  | 55   | –    |